# 懷特里弗鎮區 (印地安納州漢密爾頓縣)
懷特里弗鎮區（英語：White River Township）是位於美國印地安納州漢密爾頓縣的一個行政鎮區。

## 地方資料
根據2010年美國人口普查的數據，懷特里弗鎮區的面積為145.20平方千米，當中陸地面積為144.00平方千米，而水域面積為1.20平方千米。當地共有人口2486人，而人口密度為每平方千米17.12人。